# クリーニング業法
クリーニング業法（クリーニングぎょうほう、昭和25年5月27日法律第207号）は、クリーニング業に関する法律である。
下位法令にクリーニング業法施行令（昭和28年政令第233号）、クリーニング業法施行規則（昭和25年厚生省令第35号）(本項では規則と表記）がある。

## 概要
業としてクリーニングを行う場合には、クリーニング業法に基づく管轄保健所への届出と使用前検査を受ける必要がある。仮に違反した場合には罰則の適用を受ける場合がある。
なお、クリーニング業法でいうクリーニング所には、一般クリーニング所（洗濯・受付も行う）、取次店、無店舗取次店（車両のみで受付）の3種類がある。 
リネンサプライ業はもちろん、ホテルやマンションのフロント（コンシェルジュ）による受付も取次店に該当するので注意が必要である。
病院や福祉施設の入院・入所者のみの衣類を洗濯する場合には、医療や福祉サービスの一環として区分されるが、日帰りを前提としている「通所介護」の場合、利用者の衣類等を事業者が洗濯する行為は介護保険法に規定する通所介護における「世話」には該当しないため、一般法であるクリーニング業法が適用される。
また、福祉作業所の就労等の一環として第三者のクリーニングを引き受けている場合にも、当然ながらクリーニング業法の適用を受けるので注意が必要である。

## 内容

### 目的
クリーニング業に対して、公衆衛生上の見地から指導や取り締まりを行い、公共の福祉に適合させること、クリーニング業のサービス利用者の利益を擁護を図ることを目的としている。（第1条）

### 定義
- クリーニング業：溶剤または洗剤を使用して、衣類等の繊維製品や革製品を原形のまま洗濯することを営業とするもの。また繊維製品を貸与・回収し洗濯して再び貸与することを繰り返す営業、いわゆるリネンサプライ業を含む。（第2条第1項）[1]

定義が「原形のまま」の洗濯であり、いわゆる解き洗い・洗い張り業は含まれない。機材を現場に持ち込み、ソファー、絨毯、などを洗浄する業態（出張クリーニング:業）はクリーニング業法を全面的に適用できないとされる。
- 営業者：上記のクリーニング業を営むもの。ただし洗濯物の受け取り、引き渡しのみを行う者も含む。（第2条第2項）
- クリーニング師： 都道府県が行うクリーニング師試験に合格し、免許を受けたもの（第2条第3項、第6条）
- クリーニング所：上記のクリーニング業を行う施設、または洗濯物の受け取り、引き渡しを行う施設（第2条第4項）

自分で洗濯を行うコインランドリー施設はクリーニング所には含まれないとされるが、施設営業者が講ずべき措置が厚生省環境衛生局長通知で定められている。

### クリーニング所について
営業者はクリーニング所以外で洗濯物の処理を行ったり、受け取り、引き渡しを行ったりしてはならないとされる（第3条）
洗濯物の洗濯を行うクリーニング所は機械式の洗濯機と脱水機をそれぞれ1台以上、または脱水機能付き洗濯機を1台以上設置しなければならないとされる（第3条第2項）。仕上げ、受け取り、引き渡しのみを行うクリーニング所は対象外。
営業者は次の衛生措置を講じないといけない。
- クリーニング所や営業車を清潔に保つこと。（第3条第3項第1号）
- 洗濯前のものと仕上げを終えたものを分けて保管すること。（同第2号）
- 洗濯物の用途別に区分して処理すること。（同第3号）
- 洗濯場の床は不浸透性素材とすること、また適当な勾配と排水口を設けること。（同第4号）
- 病原体の汚染の恐れのある洗濯物（指定洗濯物）を処理する場合は他の洗濯物を汚染しないよう区分して取り扱い、洗濯前には消毒すること。(同第5号）

消毒の具体的な方法については厚生省環境衛生局長通知に示されている。
クリーニング所を開設する者はあらかじめ都道府県知事に届け出をする義務がある（第5条第1項）。洗濯をしないで、受け取り、引き渡しのみを行う施設（取次店）についても届け出が必要。またクリーニング所の使用前には構造設備が適合しているかどうかの検査を受けなければならない（第5条の２）。
クリーニング所を設置せず車両などで洗濯物の受け取り、引き渡しのみを行う者（無店舗取次店）についても届け出が必要（第5条第2項）。

### クリーニング師について
営業者はクリーニング所ごとに一人以上のクリーニング師を設置し、クリーニング業に従事させる義務がある。ただし取次店は直接洗濯に関与しないため、クリーニング師の設置義務はない（第4条）。
クリーニング師試験に合格したものにはクリーニング師免許が与えられる（第6条）。クリーニング師試験は都道府県が、年1回以上実施することになっている（第7条第2項）が指定試験機関を定めて代わりに試験に係る事務を行わせることもできる（第7条の２）。
都道府県はクリーニング師免許に関する事項を記載した原簿を備えないといけない（第8条）。
クリーニング業に従事するクリーニング師は、業務に従事し始めてから1年以内（規則第10条の2第1項）、その後は3年を超えない期間ごと（同第2項）に、その資質向上のための研修を定期的に受講しなければならない（第8条の２）。また営業者はクリーニング所、取次店または無店舗取次店の営業開始から1年以内（規則第10条の3第1項）、その後は3年を超えない期間ごと（同第2項）に、業務従事者の5分の1（端数切り上げ）を選び（同第1項）、知識の修得及び技能の向上を図るための講習を受けさせなければならない（第8条の3）。
前述のクリーニング師の講習を受講したものは業務従事者への講習を受講したものとみなし、重ねて受講する必要はない（規則第10条の3第3項）。 